# Microrutela batesi
Microrutela batesi är en skalbaggsart som beskrevs av Jameson 1997. Microrutela batesi ingår i släktet Microrutela och familjen Rutelidae. Inga underarter finns listade i Catalogue of Life.